# Peter Johnstone (Dartspieler)
Peter Johnstone (* 25. Oktober 1961 in Glasgow; † 21. Februar 2019 in Falkirk) war ein schottischer Dartspieler, der bei Turnieren der British Darts Organisation teilnahm.

## Karriere
Schon im jugendlichen Alter fiel das Talent Johnstones im Dartsport auf.
1990 war er schließlich erstmals beim prestigeträchtigen Winmau World Masters dabei und spielte sich dabei direkt unter die letzten 32. Im Jahr 1993 schaffte er selbiges erneut.
Sein erfolgreichstes Jahr spielte Johnstone 1998. Zunächst gelang ihm der Einzug in das Viertelfinale der BDO-Weltmeisterschaft. Dabei konnte er Ronnie Baxter und Chris Mason schlagen und schied letztlich gegen Richie Burnett aus. Auch beim World Masters im Dezember kam er in das Viertelfinale, verlor dieses Mal gegen Les Wallace. Zudem konnte er 2002 den Titel für Schottland beim WDF Europe Cup gewinnen.
Sein letztes aufgezeichnetes Spiel bei einem größeren Turnier war eine 0:3-Niederlage gegen Martin Adams beim World Masters 2004. Seither zog sich Johnstone aus der Öffentlichkeit zurück.

## Leben
Johnstone wurde in Schottland geboren und lebte dort sein gesamtes Leben über. Für kurze Zeit spielte er Fußball im Juniorenbereich für Hearts FC. Eine Verletzung hinderte ihn daran, weiterhin Fußball zu spielen. Mit seiner Frau Elizabeth hatte Johnstone vier Kinder, Stacey, Steven, Darren und Peter. Neben seiner Tätigkeit als Dartspieler war er als Tischler tätig.
Im Januar 2018 wurde bei Johnstone Speiseröhrenkrebs diagnostiziert. Am 21. Februar 2019 erlag diesem schließlich.

## Weltmeisterschaftsresultate

### BDO
- 1998: Viertelfinale (2:5-Niederlage gegen  Richie Burnett) (Sätze)
- 1999: 1. Runde (2:3-Niederlage gegen  Marshall James)
- 2000: 1. Runde (0:3-Niederlage gegen  Andy Fordham)
- 2002: 1. Runde (0:3-Niederlage gegen  Martin Adams)
- 2003: 1. Runde (1:3-Niederlage gegen  Gary Anderson)

## Titel

### BDO
BDO Gold Cup Sieger: 1998

### WDF
Denmark Open Sieger: 1998
Scottish Open Sieger: 1998
WDF Europe Cup - Sieger des Einzels: 2002
WDF Europe Cup - Sieger des Mannschaftswettbewerbs: 2002 (zusammen mit Gary Anderson, George Dalglish und Mike Veitch)

### Sonstige
British Internationals Sieger: 2000